# Лавочное (Львовская область)

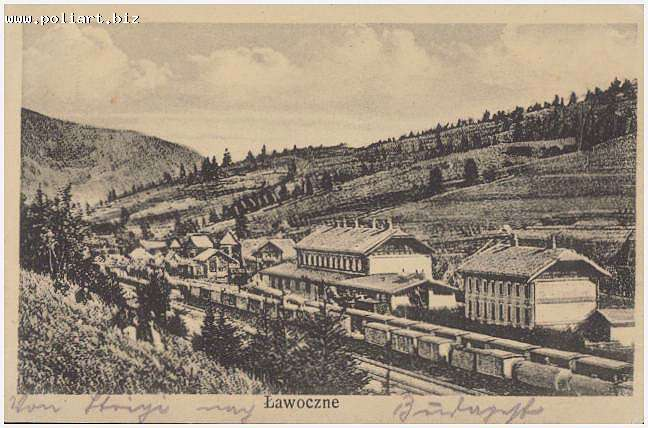
Старое фото железнодорожной станции с. Лавочное (до l939 г.)

Лавочное (укр. Лавочне) — село в Славской поселковой общине Стрыйского района Львовской области Украины.
Население по переписи 2001 года составляло 1198 человек. Население - 1200 человек (2022 г.). Занимает площадь 2,64 км². Почтовый индекс — 82652. Телефонный код — 3251.
В посёлке находится одноимённая крупная железнодорожная станция на основной магистральной трассе Львов—Стрый—Лавочное—Бескидский тоннель(перевал)—Воловец—Мукачево—Батево—Чоп, пересекающей Карпаты. Здесь останавливаются все поезда, идущие из Львова, Стрыя, Сколе в Закарпатье и, соответственно, в обратную сторону — как грузовые, так и пассажирские (причём и местного сообщения, и дальнего сообщения — как Украины, так и международные).
Станция является начальной (и конечной — в обратном направлении) для 23-х-километрового перевального участка Лавочное—Воловец (из Прикарпатья в Закарпатье) железной дороги через Карпаты с уклоном 29 тысячных (это участок с самым крутым уклоном на магистральных линиях бывшего СССР). Здесь осуществляется техническая проверка состояния состава, включая проверку тормозных систем и — при необходимости — усиление тяги. Грузовые поезда от станции Лавочное на подъём до Бескидского тоннеля, а далее на спуск до станции Воловец идут под кратной тягой. Состав тянут 2-3 локомотива в голове поезда, и при этом он всегда дополнительно подталкиваются сзади локомотивом-толкачём. На участке используются 2-х-секционые локомотивы ВЛ11М, то есть через перевал грузовой состав «перетаскивают» до 8 электровозных секций. Аналогично организовано и обратное движение через Бескидский перевал от станции Воловец до станции Лавочное.
До второй мировой войны железнодорожная станция Лавочное находилась на границе между Польшей и Чехословакией, а с марта 1939 (как последствие Мюнхенского сговора) — на польско-венгерской границе.